# فیلتر پولارایزر
فیلتر قُطبنده یا پُلارایزر (به انگلیسی: Polarizing filter) یک نوع فیلتر عکاسی است که برای جلوگیری از ورود نور بازتابیدهٔ مزاحم (قطبیده) از سطح اشیاء (به ویژه سطوح بسیار صاف و صیقلی مانند آب، شیشه، طلق …) به دوربین عکاسی و تأثیر بر رنگ‌ها مورد استفاده قرار می‌گیرد.
 نور، خاصیتی به نام قطبش (پلاریزاسیون) دارد که راستای نوسان میدان الکتریکی یا مغناطیسی نور را تعیین می‌کند. نور در همهٔ جهات حرکت و به سطح اشیا برخورد می‌کند و سپس در همهٔ جهات، منعکس می‌شود. اما در سطوح غیرفلزی و مخصوصاً آب و شیشه، امواج نوری پس از برخورد با سطح آنها فقط در یک جهت انعکاس پیدا می‌کنند و قطبیده (پلاریزه) نیز می‌شوند.
فیلتر پولارایزر که از دو صفحهٔ شیشه‌ای متحرک تشکیل شده‌است، مانعی بر سر راه امواج قطبیدهٔ نور ایجاد و از ورود آن‌ها به دوربین جلوگیری می‌کند. در نتیجه می‌شود با استفاده از فیلتر پُلارایزر، انعکاس‌های مزاحم را حذف کرد.
یکی دیگر از تأثیرات این فیلتر روی رنگ آبی آسمان است که کنتراست آسمان را افزایش می‌دهد. تصاویری که با این فیلتر گرفته می‌شوند، واضح تر و دارای غلظت رنگ بالاتری هستند.

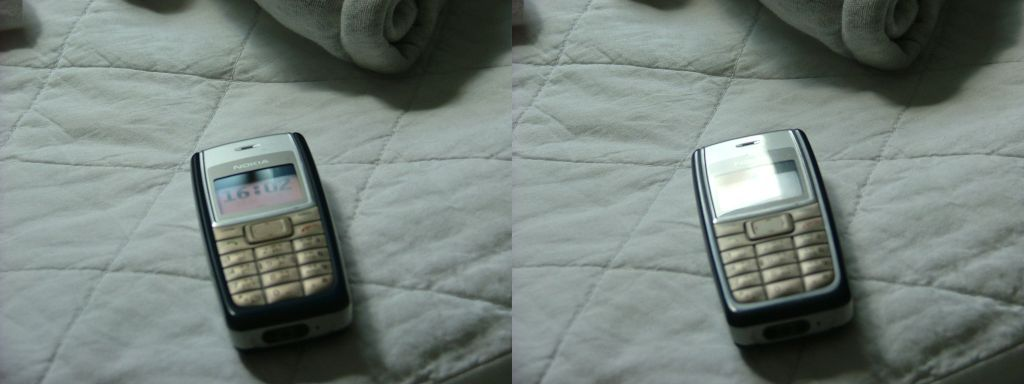
کاربرد فیلتر پولارایزر. عکس سمت راست بدون استفاده از فیلتر است و در عکس سمت چپ از فیلتر پولارایزر استفاده شده که پرتوهای بازتابیده را حذف نموده‌است.

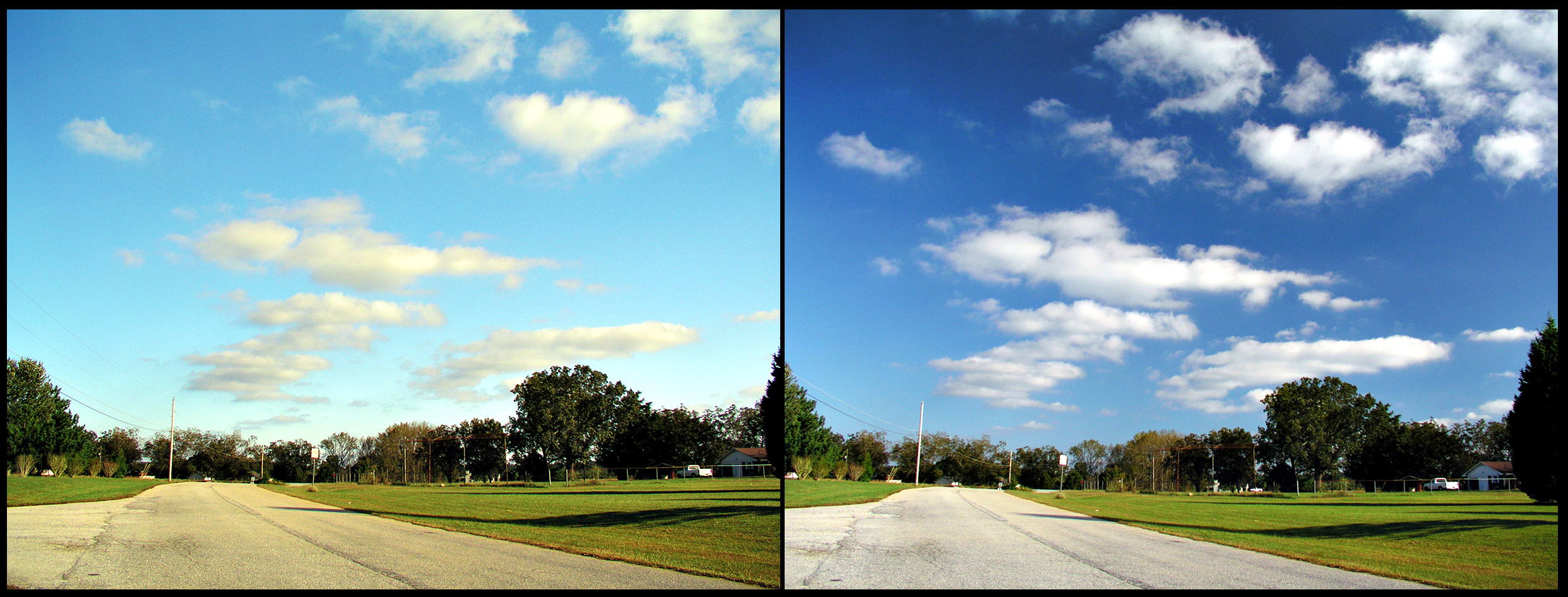
تاثیر فیلتر پولارایرز بر رنگ آبی آسمان. عکس سمت چپ بدون فیلتر و عکس سمت راست با استفاده از فیلتر پولارایزر

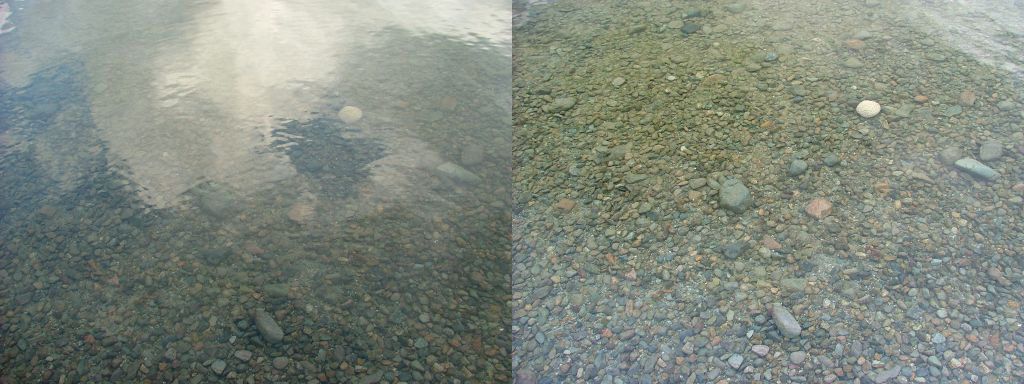
تاثیر فیلتر پولارایرز بر بازتاب‌های سطح آب. عکس سمت چپ بدون فیلتر و عکس سمت راست با استفاده از فیلتر پولارایزر